# Goodenia amplexans
Goodenia amplexans är en tvåhjärtbladig växtart som beskrevs av Ferdinand von Mueller. Goodenia amplexans ingår i släktet Goodenia och familjen Goodeniaceae. Inga underarter finns listade i Catalogue of Life.